# Gliricidia brenningii
Gliricidia brenningii är en ärtväxtart som först beskrevs av Hermann August Theodor Harms, och fick sitt nu gällande namn av Matt Lavin. Gliricidia brenningii ingår i släktet Gliricidia och familjen ärtväxter. Inga underarter finns listade i Catalogue of Life.